# 上杉尹宏
上杉 尹宏（うえすぎ たかひろ、1942年11月3日 - ）は、元全日本スキーノルディック複合ヘッドコーチ、監督。北海道名寄市生まれ。北海道東海大学（2008年に東海大学に統合され同校の札幌キャンパスとなっている）国際文化学部教授、同大学国際文化学部長を経て、東海大学特任教授。北海道スキー連盟専務理事。北海道体育協会理事。全日本スキー連盟評議員。北海道体育協会競技力向上委員。息子の上杉宏樹は元スキージャンプ選手。

## 略歴
北海道札幌東高等学校を経て、日本体育大学卒業。全日本ノルディック複合チームで、1988年カルガリーオリンピック、1992年アルベールビルオリンピック、1994年リレハンメルオリンピックにヘッドコーチ、1998年長野オリンピックでは監督として計4度の五輪に参加。アルベールビルオリンピック、リレハンメルオリンピックでは、日本の団体金メダル獲得に貢献した。現在も後進の指導に当たる他、スキーノルディック複合の競技力向上のためのトレーニング方法、コーチングの研究に取り組んでいる。